# Nichita Danilov
Nichita Danilov (n. 7 aprilie 1952, satul Climăuți, comuna Mușenița, Suceava) este un poet, scriitor, publicist și politician de etnie rus-lipovean din România.

## Biografie
Nichita Danilov s-a născut la data de 7 aprilie 1952 în satul Climăuți din comuna Mușenița (Suceava), într-o familie de etnie ruso-lipoveană. A absolvit cursurile Facultății de Științe Economice și pe cele ale Școlii Postliceale de Arhitectură, ambele din Iași.
A lucrat ca economist, corector, profesor, muzeograf, editor, redactor ("Convorbiri literare"), redactor șef ("Kitej-Grad"), șef departament cultură ("Monitorul de Iași"), director (Teatrul de copii și tineret "Luceafărul" din Iași), secretar literar (Teatrul Național din Iași), director (Casa de Cultură "Mihai Ursachi" a municipiului Iași).
Debutul său literar a avut loc în anul 1979 în paginile revistei "Dialog". Este prezent în texte literare în aproape toate antologiile din țară și străinătate, poeziile sale au fost traduse și publicate în diverse reviste de gen din S.U.A., Anglia, Cehia, Slovacia, Franța, Spania, Letonia, Ungaria, Estonia, etc. sub semnătura unor traducători de prestigiu ca Adam J. Sorkin, Sean Cotter, Brenda Walker, Leons Briedis, Lidia Nasinova, Maria Dinescu, Emanoil Marcu etc. 
Este membru al Uniunii Scriitorilor din România și al PEN Club European. A desfășurat o intensă activitate publicistică în cotidianul "Monitorul" (pagina culturală) și "Obiectiv" din Iași. De asemenea, a publicat texte literare în aproape toate revistele din România. În perioada 1998-2000 a funcționat ca atașat diplomatic pe probleme de presă la Ambasada României din Republica Moldova, pe parcursul unui an fiind ambasador ad-interim al acestei misiuni diplomatice. A fost membru al Cenaclului de Luni, condus de Nicolae Manolescu.

## Cărți publicate
- Fântâni carteziene (Ed. Junimea, 1980) - poeme, volum distins cu Premiul Uniunii Scriitorilor;
- Câmp negru (Ed. Cartea Româneasca, 1982) - poeme;
- Arlechini la marginea câmpului (Ed. Cartea Româneasca, 1985) - Premiul Asociației Scriitorilor din Iași;
- Poezii (Ed. Junimea, 1987) - Premiul Asociației Scriitorilor din Iași;
- Deasupra lucrurilor, neantul (Ed. Cartea Româneasca, 1990) - poeme, Premiul Asociației Scriitorilor din Iași; Premiul revistei Cronica, Premiul revistei Poesis;
- Urechea de cârpă (Ed. Boema, 1992) - pamflete;
- Apocalipsa de carton (Ed. Institutul European, 1995) - eseuri;
- Mirele orb (1995) - poeme, Premiul Fundației Soros, Premiul Asociației Scriitorilor din Iași, Premiul Uniunii Scriitorilor din Republica Moldova;
- Nevasta lui Hans (Ed. Moldova, 1996) - proză;
- Deasupra lucrurilor neantul / Au deussus des choses, le neant (Ed. Axa, 1997, ediție bilingvă în traducerea lui Emanoil Marcu);
- Nouă variațiuni pentru orgă (Ed. Polirom, 1999) - Premiul Uniunii Scriitorilor din Republica Moldova;
- Peisaj cu ziduri și uși (Ed. Augusta, 2000, ediție bilingvă română - engleză (în traducerea prof. Sean Cotter, Universitatea din Michigan, SUA) - poeme;
- Suflete la second-hand (Ed. Vinea, 2000) - poeme;
- În deșert și pe ape (Ed. Prut Internațional, 2000) - poeme;
- Umbră de aur, melancolia (Ed. Axa, 2000) - poeme, Premiul Național de poezie de la Neamț din 2002;
- SECOL (Ed. Junimea, 2003);
- Second Hand Souls (Twin Spoon Press, Praga, traducere în limba engleză de Sean Cotter, SUA);
- Nouă variațiuni pentru orgă/ Nine Variations for Organ (antologie în limba engleză, ediție bibliofilă, Olanda);
- Îngerul negru (traducere în limba rusă de Elena Loghinovski, Editura Kitej-grad, Iași) - poezii;
- Tălpi (Ed. Polirom, 2004) - roman, Premiul Uniunii Scriitorilor din Iași pentru proză;
- Ferapont (Ed. Paralela 45, 2005) - antologie de poezie;
- Mașa și Extraterestrul (Ed. Polirom, 2005) - roman;
- Capete de rând (Ed. Paralela 45, 2006) - eseuri și portrete literare;
- Centura de castitate (Ed. Cartea Românească, 2007) - versuri (conține CD audio cu poezii recitate de scriitor).[3]

Este prezent în:
- Streiflicht – Eine Auswahl zeitgenössischer rumänischer Lyrik (81 rumänische Autoren), - "Lumina piezișă", antologie bilingvă cuprinzând 81 de autori români în traducerea lui Christian W. Schenk, Dionysos Verlag 1994, ISBN 3980387119

## Premiile obținute
- Premiul Uniunii Scriitorilor din România (1980);
- Premiul Asociației Scriitorilor din Iași (1985, 1987, 1990, 1995);
- Premiul revistei Cronica (1990);
- Premiul revistei "Poesis" (1990);
- Premiul Fundației Soros (1995);
- Premiul Uniunii Scriitorilor din Republica Moldova (1995, 1999);
- Premiul Național de poezie de la Neamț (2002);
- Premiul Uniunii Scriitorilor din Iași pentru proză (2004);
- Marele premiu al Festivalului "Nichita Stănescu" (2007).